# Monte Chiarescons
Il monte Chiarescons (2.168 m s.l.m.) è una montagna della Catena Chiarescons-Cornaget-Resettum nelle Prealpi Carniche, posta a sud dell'abitato di Forni di Sotto (provincia di Udine).

## Ascensione
Si può salire sulla vetta partendo dalla località Borgo Vico di Forni di Sotto. Superato il guado sul fiume Tagliamento seguendo il segnavia del CAI n. 364 si continua per strada sterrata fino a Rubarai (1.026 m). Proseguendo sempre nel vallone si risale infine il versante nord del monte.